# Cuarteto Pro Arte
El Cuarteto Pro Arte es un conjunto de música de cámara de origen belga y ahora estadounidense formado por dos violines, una viola y un violonchelo.

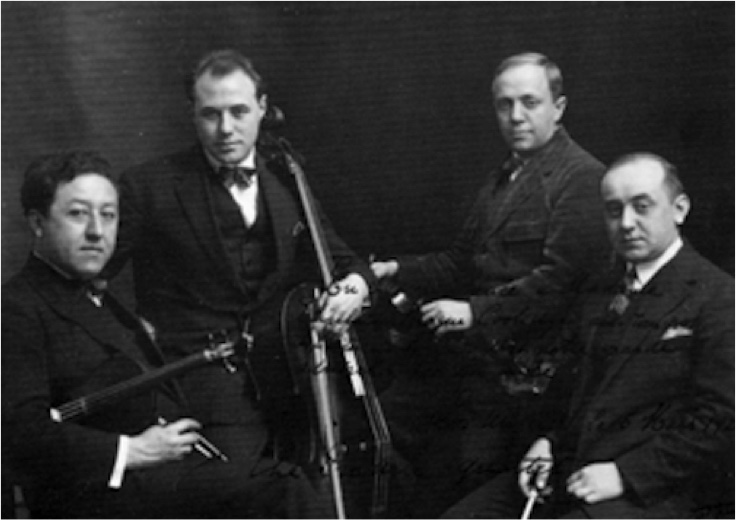
El Cuarteto Pro Arte, en 1930. De izquierda.a derecha:
A. Onnou, R. Maas, L. Halleux, G. Prevost.
Biblioteca del Real Conservatorio de Bruselas

## Historia
Fundado en 1912 en Bruselas, el Cuarteto Pro Arte dio sus primeros conciertos en 1913. En 1921, creó – gracias a la colaboración de Paul Collaer y Arthur Prévost – los Conciertos Pro Arte en los que el Cuarteto interpretó numerosas obras de música contemporánea, en particular de Béla Bartók, Honegger, Milhaud, Ibert, Stravinsky, Hindemith, Rieti y Webern, así como obras de Casella, Bohuslav Martinů y Milhaud encargadas para él por Elisabeth Sprague-Coolidge, mecenas estadounidense que apoyaba al Cuarteto. El Cuarteto Pro Arte, sin embargo, no se limitó a la música contemporánea y brindó numerosos conciertos de música clásica, romántica y posromántica, interpretando composiciones de Haydn, Beethoven, Schubert, Fauré, etc.
En las décadas de 1920 y 1930, el Cuarteto Pro Arte actuó por toda Europa en Bruselas, París, Roma, Salzburgo, Londres así como en Estados Unidos y Canadá, alcanzando notoriedad internacional.
En 1932 recibió el título de “Cuarteto de la corte belga" en reconocimiento a los servicios prestados a la música belga. De hecho, si el Cuarteto Pro Arte se reveló “como un admirable intérprete de la literatura clásica (...), tenía pasión por la nueva música. Por iniciativa de Paul Collaer, aportará al mundo musical belga una actividad innovadora de notable calidad."  En 1940, después de la invasión alemana, el conjunto emigró a los Estados Unidos, donde se convirtió en cuarteto residente de la Universidad de Wisconsin hasta 1947. Desde entonces, hasta la actualidad es el cuarteto de cuerda oficial de esa misma Universidad.
El musicólogo y crítico musical Henry Prunières elogia al Cuarteto Pro Arte, como lo demuestran estas pocas líneas publicadas en La Revue musicale: “El Cuarteto Pro Arte de Bruselas, que hoy es el cuarteto líder en el mundo, participó en este hermoso concierto y se superó a sí mismo. El día anterior, durante una recepción íntima brindada en honor a la Sra. Coolidge en la Revue Musicale, había interpretado el Cuarteto de Debussy y el Cuarteto de Paul Hindemith. Hace dos años, este grupo de jóvenes artistas que trabajan juntos todos los días del año parecía haber alcanzado la perfección; han hecho más progresos! Realmente es imposible tocar mejor en un cuarteto." 

## Miembros

### Miembros actuales
- Primer violín: David Perry (1995).
- Segunda violín: Suzanne Beia (1995).
- Viola: Sally Chisholm (1991).
- Violonchelo: Parry Karp (1976).

### Miembros históricos
Entre 1912 y 1995, la formación vio la sucesión de 4 primeros violines, 7 segundos violines, 3 violas y 8 violonchelistas, entre los que podemos citar:
- Primer violín: Alphonse Onnou [5] (1912-1940); Antonio Brosa (1940-1944); Rudolf Kolisch (1944-1967).
- Segundo violín: Laurent Halleux [alpha 1] (1912-1943).
- Viola: Germain Prévost (1912-1947).
- Violonchelo: Fernand-Auguste Lemaire (1912-1916); Fernando Quinet (1916-1922); Robert Maas (1922-1946); Lowell Creitz (1955-1976).

## Estrenos
- Pascua en Nueva York, Cuartetos de cuerda n.º 2 y 3 de Arthur Honegger
- Cuarteto de cuerda n.º 2 de Alexandre Tansman
- Cuarteto de cuerda de Albert Roussel (1932)
- Cuartetos de cuerda n.º 6, 7, 8, 9 de Darius Milhaud
- Quinteto de Bohuslav Martinů

## Obras dedicadas
- Al Cuarteto Pro Arte
  - Béla Bartók: Cuarteto de cuerda n.º 4
  - Jerzy Fitelberg: Cuarteto de cuerda n.º 2 (1928)
  - Milhaud: Cuarteto de cuerda n.º 7 op. 87

- A Elisabeth Sprague-Coolidge, patrocinadora del Cuarteto Pro Arte 
  - Milhaud: Cuarteto de cuerda n.º 8 op. 121
  - Milhaud: Cuarteto de cuerda n.º 9 op. 140